# 화물기

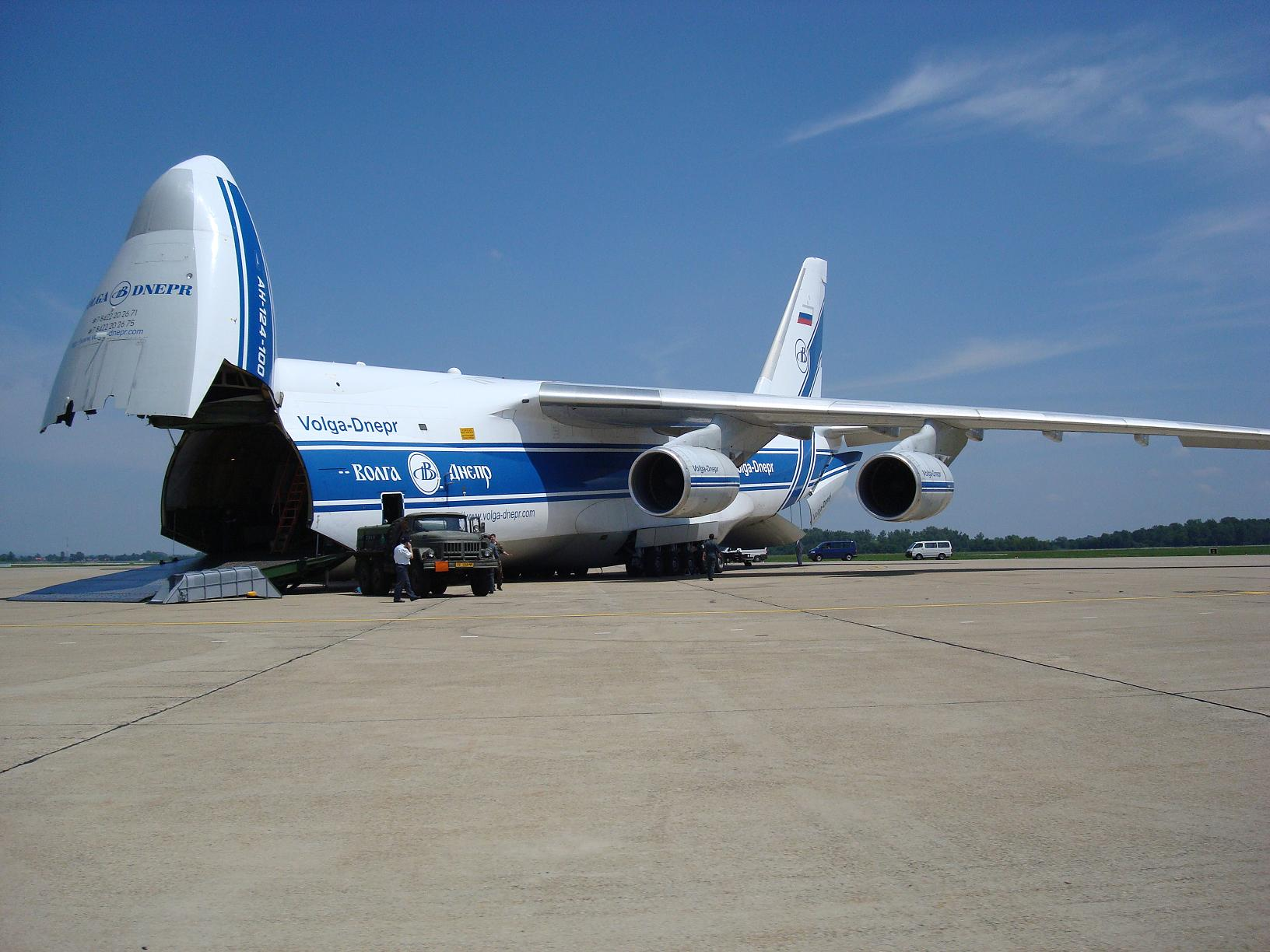
볼가 드네포르 항공의 안토노프 An-124

화물기(영어: Cargo aircraft)는 화물을 운송하는 항공기로, 여객기의 조종실을 제외한 내부구조만 개조한 것이다. 화물기를 운항하면서 화물 운송 업무를 수행하는 기업이 화물 항공사를 운영하고 있다.
수송기라는 명칭은 군용과 민간용 모두 사용된다. 화물기의 명칭은 민간 항공만 이용되고 있다. 군용 수송기의 경우, 민간 여객기에 가까운 병력 수송용 항공기를 포함하기도 한다.

## 같이 보기
- 화물 항공사